# Лауверсзе
Лауверсзе (устар.: Лауверзе, Лауверс; нидерл. Lauwerszee) — бывший залив в Северном море в северной части Нидерландов. Был назван в честь Лауэрса (нидерл. Lauwers), пограничной реки между провинциями Фрисландия и Гронинген. Залив возник в результате наводнения 1280 года, вызванного штормовым приливом, и затем расширился в течение XI и XII веков. Был отгорожен дамбой от Северного моря 25 мая 1969 года.
Ранее было много проектов по отгораживанию залива, но они не были реализованы. После наводнения 1953 года было решено отгородить залив. В 1960 году был принят Указ о мелиорации Лауверсзе, и началась работа по строительству барьерной дамбы длиной тринадцать километров со сливными замками и шлюзом. Залив был перекрыт 25 мая 1969 года и с тех пор называется Лауверсмер.
После перекрытия вода Лауэрса некоторое время не сбрасывалась в море. Поскольку вода в бывшем заливе опреснилась, природа в этом районе изменилась, и здесь появились новая фауна и флора. Чтобы защитить этот новый природный заповедник, 12 ноября 2003 года было решено дать Лауверсмер статус национального парка.